# فرودگاه صلاح‌الدین ایوبی حکاری–یوکسک‌اوا
فرودگاه صلاح‌الدین ایوبی حکاری–یوکسک‌اوا (به ترکی استانبولی: Hakkari-Yüksekova Selahaddin Eyyubi Airport) یک فرودگاه در ترکیه است که در یوکسک‌اوا واقع شده‌است.

## شرکت‌های هواپیمایی و مقصدهای پروازی
| شرکت‌های هواپیمایی | مقصدهای پروازی            |
| ----------------- | ------------------------- |
| آنادولوجت         | فرودگاه بین‌المللی اسن‌بوغا |
| ترکیش ایرلاینز    | فرودگاه جدید استانبول     |